# Лелеги
Лелеги (греч. Λέλεγες, лат. Leleges) — одна из древних народностей, по греческим преданиям, обитавшая наряду с пеласгами и карийцами на юге Балканского полуострова, островах Эгейского моря и в Малой Азии. Согласно античным авторам, лелеги жили в Беотии, Мегаре, Лаконике, Мессении, Локриде, Этолии, Акарнании, на островах Самос и Хиос, а также в Троаде и Ионии. 
 Особого внимания заслуживает мнение лингвиста В. Шеворошкина о связи названия «лелеги» с термином Lulahhi, которым хетты-лувийцы обозначали варваров (против идентификации с лелегами говорит то, что «лулаххи» в хеттскую эпоху обитали на юго-востоке, а не на западе Хеттского царства). Столицей лелегов был город Андания в Мессении, заброшенный в раннеантичную эпоху и с тех времён до настоящего времени бывший небольшой деревней.
В «Илиаде» (10.429) упоминаются (в качестве союзников троянцев) малоазийские лелеги. Согласно Афинею (6.271) лелеги использовались карийцами как рабы. Геродот склонен считать лелегов выходцами с Кикладских островов и отождествлять их с карийцами; согласно Страбону и Павсанию лелеги селились в различных районах Центральной Греции и Пелопоннеса; по другим источникам — также во Фракии, Македонии, Иллирии.
В Милетской области называются поселениями лелегов, а во многих местностях Карии встречаются могильные курганы лелегов и заброшенные укрепления, так называемые «укрепления лелегов».
В «Политии акарнанцев» Аристотель сообщает, что часть страны занимают куреты, а лелеги и телебои владели западной частью; в «Политии этолийцев» Аристотель называет современных локров лелегами, указывая, что они владели также и Беотией (то же самое он говорит и в «Политиях опунтцев и мегарцев»). В «Политии левкадийцев» он называет также какого-то местного жителя лелега, его внука по дочери Телебоя и 22 сына Телебоя, причём некоторые из них, по его словам, обосновались в Левкаде.
В древнегреческой мифологии эпонимом этого народа был Лелег.
Российский исследователь крито-микенской цивилизации А. А. Молчанов отождествлял лелегов с минойцами. Кикладская культура, существовавшая до середины 2-го тысячелетия до н. э., в последние столетия своего существования была практически ассимилирована минойской.